# San Bernardo da Chiaravalle

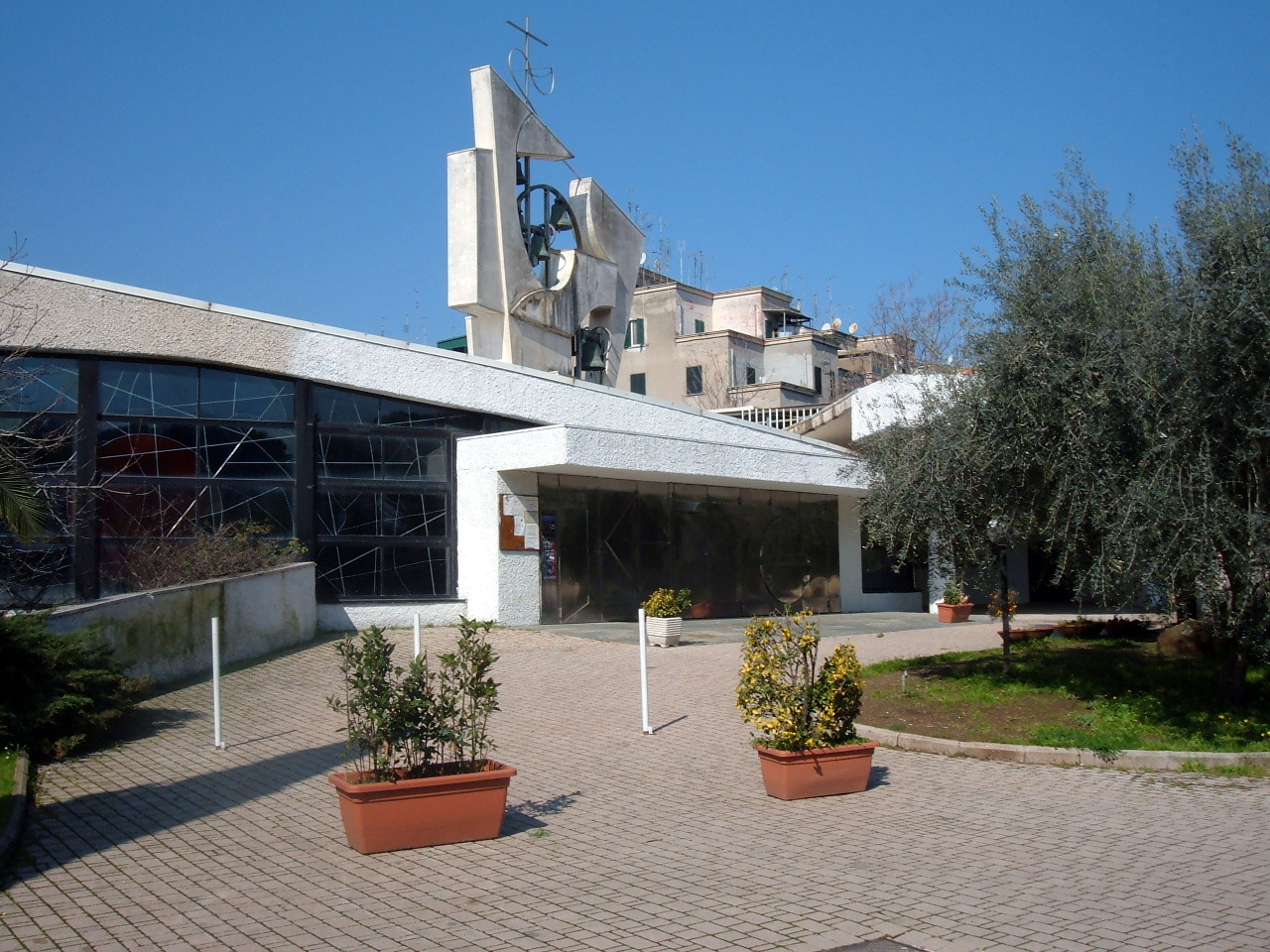
Vista da igreja e seu curioso campanário.

San Bernardo da Chiaravalle é uma igreja de Roma localizada na Via degli Olivi, 180, no quartiere Prenestino-Centocelle. É dedicada a São Bernardo de Claraval, fundador da Abadia de Claraval.

## História
Uma curadoria foi criada na região em 1 de outubro de 1974 e formalizada como paróquia em 10 de novembro de 1978 pelo cardeal-vigário Ugo Poletti. A construção da igreja foi iniciada em 1989 com base num projeto do arquiteto Luigi Leoni e do padre Costantino Ruggeri, responsável pelos vitrais. A igreja foi consagrada pelo cardeal-vigário Camillo Ruini em 14 de novembro de 1993.

## Descrição

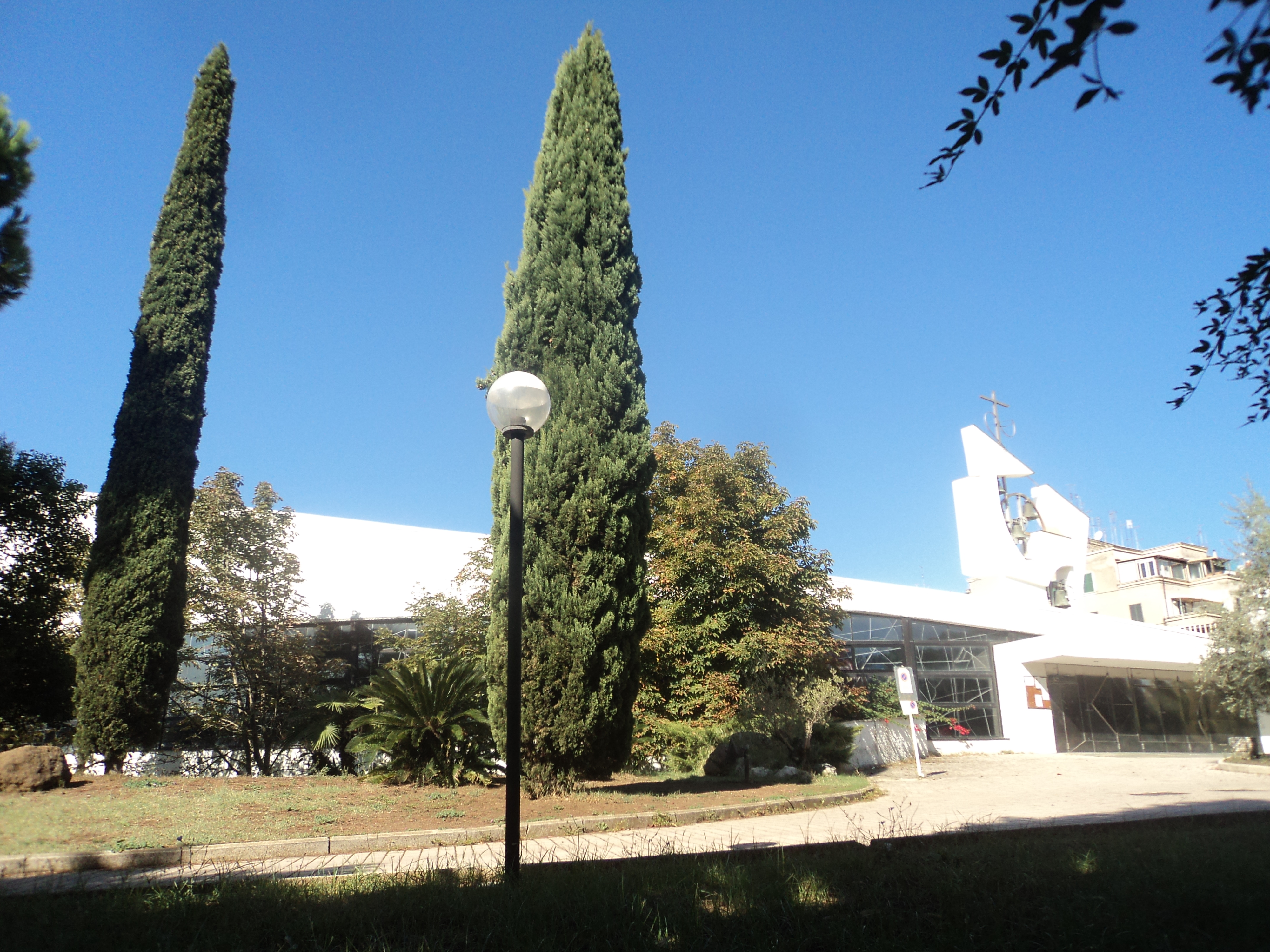
Vista da igreja.

A igreja é um edifício baixo de concreto armado pintado de branco e situado num grande parque público com muitas árvores. Ela não é visível a partir da rua e se chega a ela através de um longo caminho que parte da Via degli Olivi. O edifício tem uma planta bem pouco usual, assimétrica e lenticular, com dois lados curvos no formato de um olho. O lado da entrada tem uma curva mais rasa do que o outro.
Os cômodos da paróquia ficam em dois blocos de teto plano separados. Um deles se liga ao canto direito da igreja e o outro quase toca o esquerdo formando um grande jardim triangular.
A entrada da igreja fica no canto direito, perto da entrada para os escritórios da paróquia. A cripta abriga uma capela ferial (utilizada para missas durante a semana).
O campanário, também em formato bem pouco usual, tem a forma de uma laje de concreto transversal inserida no ângulo agudo entre a parede do altar e o bloco anexo direito. Trata-se de uma estrutura trapezoidal assentada sobre seu lado mais curto e composta por uma justaposição de formas geométricas limitadas por linhas retas e curvas. Elas formam dois espaços vazios, de formato irregular, nos quais estão os sinos. Uma cruz com iluminação fluorescente fica no alto.
A igreja tem uma forma que descende na direção do altar, constantemente iluminado pelos vitrais que cercam toda a estrutura. O sacrário, que até 2009 estava dentro do altar, agora está em um nicho próximo à entrada. O edifício abriga ainda uma capela ferial que com um altar de mármore e um crucifixo de madeira. O órgão de tubos foi construído pela Tamburini em 1992.